# Alexander Home (3e Lord Home)
Alexander Home, 3e Lord Home (mort en 1516) est un noble écossais, Chambellan d'Écosse et Gardien des Marches.

## Biographie
C'est le fils d'Alexandre Home, 2e Lord Home. Son père était grand chambellan du roi Jacques IV. Alexander succède à son père en tant que Lord Home, Chambellan et Gardien des Marches de l'Est en 1506.
En août 1513, il conduit 3 000 cavaliers dans un raid sur l'Angleterre. Sur le chemin de retour chargé de butin, il tombe dans une embuscade et perd 1 000 hommes. Il arrive à s'échapper, mais son frère George est capturé.
Un mois plus tard, le 9 septembre, Home et le contingent du comte de Huntly forment l'avant-garde de l'armée écossaise à la bataille de Flodden. L'armée écossaise est décimée et Jacques IV y laisse la vie. Home en réchappe mais laisse beaucoup de ses parents sur le terrain. 
Après la désignation du régent Jean d'Albany, Alexander Home entre en rébellion avec le comte d'Arran et le comte d'Angus. Après leur avoir offert le pardon, Albany fait arrêter Home et son frère William à Holyrood. Ils sont emprisonnés sur l'île forteresse de Inchgarvie. Lord Home est accusé de l'assassinat de Jacques IV à Flodden, et de ne pas avoir empêché les Anglais de reconquérir le château de Norham. Il est décapité avec son jeune frère.

## Mariage
Alexander Home épouse Agnès Stewart, fille de James Stewart, 1er comte de Buchan, par qui il a une fille :
- Janet Home, épouse de John Hamilton de Samuelston, fils illégitime de James Hamilton, 1er comte d'Arran

Il est également le père de plusieurs enfants illégitimes.